# Umiastowscy herbu Roch III
Pierzchała–Umiastowscy von Nandelstadt – rodzina rycerska z Mazowsza, pochodząca od komesa Rościsława Pierzchały, hetmana mazowieckiego i starosty płockiego, walczącego na Litwie, Jaćwieży i ziemi czerwieńskiej, wymienionego w kronikach historycznych pod datą 1238 (rok nadania książęcego). Ród Pierzchałów należał w średniowieczu do feudalnej arystokracji (komesów) i spokrewniony był z najznamienitszymi rodami tamtych czasów.
Według niepotwierdzonych podań kobieta z rodu Pierzchałów, będąca żoną naturalnego syna króla Kazimierza Wielkiego, dała początek rodowi Lanckorońskich (XIV w.).
Umiastowscy wzięli swe nazwisko od majętności, która znalazła się w połowie XV w. w domenie rodu Pierzchałów – Umiastowa k. Warszawy.
Do znanych przedstawicieli rodziny tego czasu należy Piotr Umiastowski, sławny filantrop i filozof kształcony w Bolonii, doktor medycyny, specjalista od „morowego powietrza”, który napisał o tej chorobie powszechnie znane dzieło. Praktykował między innymi w Łucku i Lwowie na dworze książąt Czartoryskich (XVI/XVII w.). Potem jedna z gałęzi rodu osiedliła się w Inflantach nabywając godność ordynatów von Nandelstädt (nazwisko nadane przez królową szwedzką Krystynę). Dziedziczyli też wtedy liczne inne dobra Schluckum w pow. marienburskim, Waunx-Moyzen itd. (XVII/XVIII w.).
Jednym z najbardziej znanych przedstawicieli rodziny tego czasu był Jan Kazimierz von Nandelstädt comes Umiastowski, marszałek Sejmu, sekretarz kancelarii litewskiej króla Jana Kazimierza, podkomorzy brzeskolitewski, mąż Halszki, kniaziówny Ogińskiej (XVII w.).
Umiastowscy nabywali w tym samym czasie liczne dobra na Litwie, będąc jednocześnie dziedzicami majątków na dzisiejszych terenach Estonii, Łotwy, Białorusi i Polski.
Po wojnach polsko-szwedzich, w których Umiastowscy uczestniczyli, dobra rodziny w Inflantach stopniały i w II połowie XVIII w. Umiastowscy przenieśli się do swych majątków na Litwie i Białorusi.
W domenie rodu znalazły się takie dobra jak: Berdowszczyzna, Zarańkowszczyzna, Szakarnia, Czerwony Dwór, Opita-Talkowszczyzna (rodowe gniazdo najstarszej linii rodziny), Sobotniki, Żemłosław.
Do najbardziej znanych przedstawicieli rodziny z tego czasu należy Tomasz Umiastowski – sędzia Trybunału, opiekun sierot, autor kanonu ówczesnej procesualistyki na Litwie, członek Naczelnej Rady Narodowej Litwy podczas insurekcji kościuszkowskiej.
Umiastowscy w tym czasie pełnili wiele funkcji zaufania publicznego, np. marszałków szlachty oszmiańskiej (Jakub, Emil). Emil Umiastowski był także wicegubernatorem grodzieńskim w czasach zaboru rosyjskiego.
Po pierwszej wojnie światowej Umiastowscy czynnie wzięli udział w życiu odradzającej się ojczyzny. Bronisław Umiastowski został pierwszym kwestorem Uniwersytetu Stefana Batorego w Wilnie i jego współtwórcą, a Janina markiza Umiastowska tworzyła dla Uniwersytetu fundację w Żemłosławiu. Markiza uczestniczyła również pracach nad odkryciem grobów królewskich i książęcych w Katedrze Wileńskiej.
Z tej rodziny pochodził także znany białoruski prozaik, polityk i poeta Franciszak Umiastouski.
Współcześnie Umiastowscy skupiają się wokół Mazowieckiej Fundacji Historycznej comites Umiastowskich i prowadzą liczne działania animujące kulturę.
Janina Zofia Monika z hrabiów Ostroróg-Sadowskich ur. w Moszczenicy k. Piotrkowa Trybunalskiego na Mazowszu (jej mąż to hrabia Władysław Umiastowski), otrzymała od papieża Benedykta XV tytuł markizy (margrabiny). Zmarła w Rzymie, zakładając w 1943 testamentalnie Fundację Rzymską swego imienia, która prężnie działa do dziś pod nazwą Fondazione Romana Marchesa J.S. Umiastowska.

## Galeria

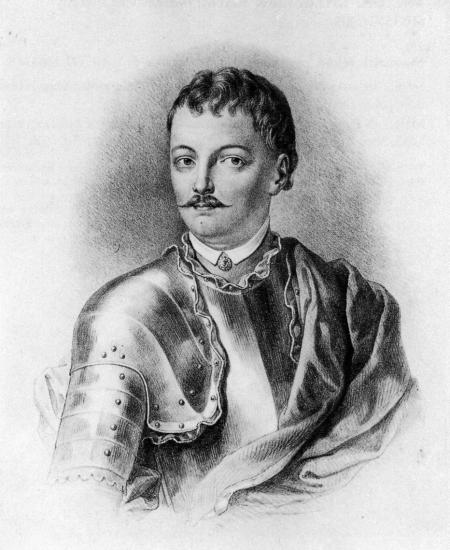
Jan Kazimierz von Nandelstädt comes Umiastowski
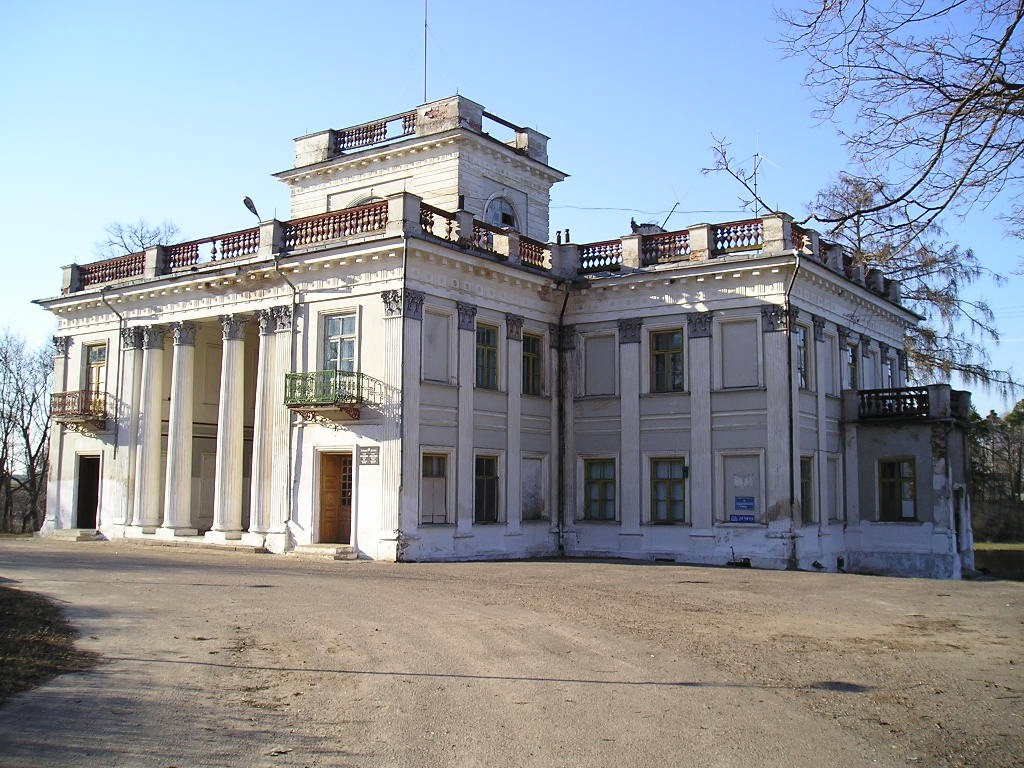
Żemłosław - palac comites Umiastowskich